# Cihan Bolat
Cihan Bolat (* 21. April 1991 in Nordhorn) ist ein deutscher Fußballspieler. Der Stürmer spielte kurzzeitig für Arminia Bielefeld in der 3. Liga.

## Werdegang
Bolat begann seine Karriere beim FC Schüttorf 09 und wechselte später zum SV Bad Bentheim. Zur Saison 2010/11 wechselte der Mittelstürmer zum niedersächsischen Oberligisten Eintracht Nordhorn, wo er in 25 Spielen drei Mal traf. Anschließend wechselte er zur zweiten Mannschaft von Preußen Münster in die Westfalenliga. Dort wurde er in der Saison 2011/12 mit 22 Treffern Torschützenkönig der Liga.
Im Sommer 2013 ging Bolat zum SV Rödinghausen und stieg mit der Mannschaft als Vizemeister der Oberliga Westfalen in die Regionalliga West auf. Bolat wechselte im Sommer 2014 zur zweiten Mannschaft von Arminia Bielefeld. Am 22. November 2014 gab Bolat sein Debüt in Arminias erster Mannschaft in der 3. Liga, als er beim 1:0-Sieg beim SSV Jahn Regensburg in der 90. Minute für David Ulm eingewechselt wurde.
Zur Saison 2015/16 folgte der Wechsel zum Regionalligaaufsteiger Rot Weiss Ahlen. Im Januar 2016 löste er den Vertrag wieder auf und wechselte in die Türkei zu Gümüşhanespor. Sein Vertrag lief am Saisonende aus und wurde nicht verlängert. Im Oktober 2016 wurde Bolat vom westfälischen Oberligisten SuS Stadtlohn unter Vertrag genommen. Mit der Mannschaft stieg er aus der Oberliga ab. Im Sommer 2018 verpflichtete ihn der Westfalenligist SpVgg Vreden, der 2020 in die Oberliga Westfalen aufstieg. Bolat wechselte daraufhin zum Landesligisten Eintracht Ahaus. Im Sommer 2024 wurde er Spielertrainer in der Kreisliga A bei Union Wessum.

## Erfolge
- Aufstieg in die Regionalliga West: 2014
- Torschützenkönig der Westfalenliga 1: 2011/12